# Svenskfinlands herrlandslag i fotboll
Svenskfinlands herrlandslag i fotboll är ett hypotetiskt fotbollslag som representerar Svenskfinland. Finlandssvensk media har i omgångar spekulerat i hur ett sådant landslag skulle vara sammansatt. Ämnet har kommit på fråga delvis på grund av den finlandssvenska överrepresentationen i Finlands herrlandslag i fotboll under 2000-talets första två decennier, delvis som en reaktion på Islands framgångar under 2010-talet då Island har en folkmängd som ungefär motsvarar Svenskfinlands. Jämförelser har gjorts med verkliga lag som står utanför de stora internationella fotbollsförbunden Fifa och Uefa. Bland andra landslagen för Katalonien och Sápmi har lyfts fram som exempel.
I sitt sommarnummer 2010 publicerade Sportpressen en artikel om ett hypotetiskt finlandssvenskt landslag som skulle kunna ställa upp i tävlingar som inte är sanktionerade av Fifa, såsom Viva World Cup och Öspelen. Tidningens redaktion tog ut en 23-mannatrupp och två tränare.
År 2015 efter att Island kvalat in till EM 2016 konstaterade Yle Sportens redaktör Janne Isaksson att Islands folkmängd på dryga 300 000 motsvarar Svenskfinlands. Han ställde frågan hur starkt ett finlandssvenskt lag skulle vara. För att ta ut en startelva började han med de dåvarande spelarna i Finlands landslag Roman Eremenko, Tim Sparv och Kasper Hämäläinen, samtliga mittfältare. Isaksson konstaterade att fanns ett överflöd av alternativ för mittfältet medan utbudet för positionerna mittback och anfall var tunt efter att spelare som Mathias Lindström och Jonatan Johansson avslutat sina karriärer medan Jani Lyyski och Mikael Forssell var i slutet av sina. Isaksson valde en 4-2-3-1-uppställning med fem mittfältare, han fyllde upp backlinjen med mittfältaren Tim Sparv. Som tänkbara finlandssvenska tränare nämnde Isaksson Sixten Boström, Petri Vuorinen, Pekka Lyyski och Jonatan Johansson.
År 2016 efter att Island sensationellt inlett EM med oavgjort mot Portugal gjorde Åbo Underrättelsers Hannes Nyberg samma observation som Isaksson ett år tidigare och tog ut en finlandssvensk 18-mannatrupp.

## Laguppställningar

### Sportpressens lag från 2010
Tränare: Sixten Boström (Örebro SK), Pekka Lyyski (IFK Mariehamn)
Målvakt: Magnus Bahne (Assyriska FF)
Försvarare: Jens Portin (Gefle IF), Jani Lyyski (Djurgårdens IF), Jonas Portin (Ascoli Calcio), Tommy Wirtanen (Örebro SK)
Mittfältare: Kasper Hämäläinen (Djurgårdens IF), Roman Eremenko (FK Dynamo Kiev), Tim Sparv (FC Groningen)
Anfallare: Daniel Sjölund (Djurgårdens IF), Mikael Forssell (Hannover 96), Jonatan Johansson (TPS)
Avbytare: Mathias Lindström (HJK), Kåre Björkstrand (FF Jaro), Aleksej Aleksejevitj Jerjomenko (FF Jaro), Peter Enckelman (klubblös vid tillfället), Jens Nygård (VPS), Johannes Westö (HJK), Petter Meyer (FF Jaro), Fredrik Nordback (Örebro SK), Fredrik Svanbäck (Landskrona BoIS), Paulus Roiha (Åtvidabergs FF), Paulus Arajuuri (Kalmar FF), Rasmus Schüller (FC Honka)

### Yle Sportens lag från 2015
Målvakt: Magnus Bahne
Försvarare: Hampus Holmgren, Jani Lyyski, Tim Sparv (lagkapten), Albin Granlund
Defensiva mittfältare: Daniel Sjölund, Rasmus Schüller
Offensiva mittfältare: Sebastian Strandvall, Roman Eremenko, Aleksej Aleksejevitj Jerjomenko
Anfallare: Kasper Hämäläinen

### Åbo Underrättelsers lag från 2016
Målvakt: Carljohan Eriksson (HIFK)
Vänsterback: Jens Portin (Gefle IF)
Mittbackar: Tim Sparv (FC Midtjylland), Jesper Törnqvist (IL Hødd)
Högerback: Jesper Engström (VPS)
Defensiva mittfältare: Rasmus Schüller (BK Häcken), Daniel Sjölund (IFK Norrköping)
Offensiv mittfältare: Roman Eremenko (CSKA Moskva)
Vänstermittfältare: Simon Skrabb (Gefle IF)
Högermittfältare: Sebastian Strandvall (VPS)
Anfallare: Kasper Hämäläinen (Legia Warszawa)
Avbytare: Jesse Öst (Degerfors IF), Hampus Holmgren (Åtvidabergs FF), Jani Lyyski (IFK Mariehamn), Albin Granlund (IFK Mariehamn), Fredrik Lassas (HIFK), Sebastian Mannström (FC Inter), Mikael Forssell (HJK)